# József Balogh (Mathematiker)

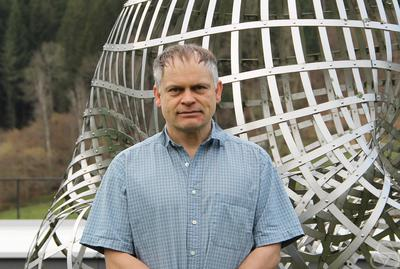
József Balogh (2023)

József Balogh (* 1971 in Szeged) ist ein ungarischer Mathematiker, der sich mit Graphentheorie und Kombinatorik befasst.

## Leben
Balogh wuchs in Mórahalom auf und ging auf eine Spezialschule für Mathematik in Szeged. Als Schüler gewann er zweimal Silber auf den Internationalen Mathematikolympiaden. Er studierte an der Universität Gent und der Universität Szeged, an der er 1995 sein Diplom in Mathematik erhielt bei Péter Hajnal (On the existence of MDS-cyclic codes). 2001 wurde er an der University of Memphis bei Béla Bollobás promoviert (Graph properties and Bootstrap percolation). Als Post-Doktorand war er an den ATT Shannon Laboratories in Florham und 2002 am Institute for Advanced Study. 2002 wurde er Zassenhaus Assistant Professor an der Ohio State University und 2005 Assistant Professor an der University of Illinois at Urbana-Champaign, an der er 2010  Associate Professor wurde und 2013 Professor.
2009 bis 2011 war er außerdem Associate Professor an der University of California, Davis.
Balogh befasst sich mit extremaler und probabilistischer Kombinatorik (besonders Graphentheorie) und Bootstrap Perkolation. Letztere modelliert die Ausbreitung einer Infektion auf einem {\displaystyle d}-dimensionalen Gitter, wobei in jedem Zeitschritt Knoten infiziert werden, bei denen schon mindestens {\displaystyle r} Nachbarn infiziert waren. Ausgegangen wird von einer zufällig gewählten Ausgangsstruktur. Béla Bollobás, Balogh, Hugo Duminil-Copin und R. Morris bewiesen eine asymptotische (für große Gitter) Formel für die Schwellen-Wahrscheinlichkeit dafür, dass das ganze Gitter infiziert wird, abhängig von d und r. Zuvor hatte er mit Bollobás und Morris den dreidimensionalen Fall mit r=3 behandelt.
2018 war er eingeladener Sprecher auf dem Internationalen Mathematikerkongress in Rio de Janeiro. 2013/14 war er Simons Fellow und Marie Curie Fellow und er erhielt einen NSF Career Grant. 2016 erhielt er mit Robert Morris und Samotij den George-Pólya-Preis in Kombinatorik. Zu seinen Studenten gehört Wojciech Samotij. 2024 wurde ihm der Leroy P. Steele Prize for Seminal Contribution to Research zugesprochen, gemeinsam mit Robert Morris und Wojciech Samotij.

## Schriften (Auswahl)
- mit J. A. Csirik: Index assignment for two-channel quantization, IEEE  Transitions on Information Theory, Band 50, 2004, S. 2737–2751.
- mit Noga Alon, Peter Keevash, Benny Sudakov: The number of edge colorings with no monochromatic cliques, J. London Math. Soc., Band 70, 2004, S.  273–288. pdf
- mit B. Bollobas, Robert Morris: Bootstrap percolation in three dimensions.  Annals of  Probability, Band 37, 2009, S. 1329–1380. Arxiv
- mit Wojtek Samotij: The number of {\displaystyle K_{s,t}}-free graphs,  J. Lond. Math. Soc., Band 83, 2011, S. 368–388, Abstract
- mit Béla Bollobás, Michael Krivelevich, Tobias Müller, Mark Walters: Hamilton cycles in random geometric graphs, Annals of Applied Probability, Band 21, 2011, S. 1053–1072, Arxiv
- mit John Lenz: Some Exact Ramsey-Turan Numbers, Bull. Lond. Math. Soc., Band 44, 2012, S. 1251–1258. Arxiv
- mit Bela Bollobas, Hugo Duminil-Copin, R. Morris: The sharp threshold for bootstrap percolation in all dimensions, Trans. Amer. Math. Soc., Band 364 2012, S.  2667–2701. Arxiv
- mit N. Alon, R. Morris, W. Samotij: A refinement of the Cameron-Erdös Conjecture, Proc. London Mathematical Society, Band 108, 2014, S. 44–72. Arxiv
- mit Sarka Petrickova: The number of the maximal triangle-free graphs,  Bull.  London Math. Soc., Band 46, 2014, S. 1003–1006. Arxiv
- mit Morris, Samotij: Independent sets in hypergraphs,  J. AMS, Band 28, 2015, S. 669–709, Arxiv 2012
- mit Hong Liu, Maryam Sharifzadeh, Andrew Treglown: The number of maximal sum-free subsets of integers, Proc. AMS, Band 143, 2015, S. 4713–4721, Arxiv 2014
- mit R. Morris, W. Samotij, L. Warnke: The typical structure of sparse {\displaystyle K_{r+1}}-free graphs., Transactions AMS, Arxiv 2013